# Campeonato Argentino de Futebol de 1891
O Campeonato Argentino de Futebol de 1891 foi o primeiro Campeonato Argentino, tornando a liga argentina de futebol na mais antiga fora da Grã-Bretanha e dos Países Baixos. Este torneio foi organizado pela Argentine Association Football League, que teve F.L. Wooley como seu presidente. Este campeonato durou apenas uma temporada, então em 1892 não foi realizado nenhum campeonato. Em 1893 outra associação com o mesmo nome seria estabelecida por Alejandro Watson Hutton, tornando-se antecessora histórica da Asociación del Fútbol Argentino.
Foi disputado entre 12 de abril e 6 de setembro de 1891 e cinco equipes competiram no torneio que tinha um formato de todos contra todos, com um total de oito jogos cada. Houve também um sexto inscrito, o Hurlingham Football Club, que não participou. Muitos dos resultados dos jogos individuais foram perdidos.
No final da temporada, Old Caledonians e Saint Andrew's terminaram na primeira colocação, com 13 pontos cada. Ambos foram declarados campeões, mas jogaram uma partida de desempate para decidir qual equipe ficaria com as medalhas comemorativas, sendo que o Saint Andrew's foi o vencedor. No entanto, a Asociación del Fútbol Argentino, provavelmente por engano, considera um único campeão, o Saint Andrew's, vencedor deste confronto, apesar de não reconhecer a Argentine Association Football League de 1891 como sua antecessora, já que esta organização foi dissolvida após o final do torneio. Como resultado, em 1892 nenhum certame oficial foi organizado, só a partir de 1893, com a formação de uma nova entidade que recebeu o mesmo nome da dissolvida, quando o Campeonato Argentino começou a ser disputado com continuidade, sem interrupção, até a atualidade.

## Classificação final
| Pos | Equipe                           | Pts | J | V | E | D |
| --- | -------------------------------- | --- | - | - | - | - |
| 1   | Old Caledonians                  | 13  | 8 | 6 | 1 | 1 |
| 2   | Saint Andrew's                   | 13  | 8 | 6 | 1 | 1 |
| 3   | Buenos Aires and Rosario Railway | 7   | 8 | 3 | 1 | 4 |
| 4   | Belgrano F.C.                    | 5   | 8 | 2 | 1 | 5 |
| 5   | Buenos Aires Football Club       | 2   | 8 | 1 | 0 | 7 |

### Jogo em disputa das medalhas
Em 13 de setembro de 1891 foi disputado no Flores Polo Club uma partida para determinar a equipe que ficaria com as medalhas de campeão.
| Partida        | Partida        | Partida         | Partida          | Partida         |
| Equipe 1       | Resultado      | Equipe 2        | Estádio          | Data            |
| -------------- | -------------- | --------------- | ---------------- | --------------- |
| Saint Andrew's | 3 - 1 (prorr.) | Old Caledonians | Flores Polo Club | 13 de setiembro |

Os três gols do vencedor foram convertidos por Charles Douglas Moffatt, com E. L. Wilson descontando para o Old Caledonians. As equipes foram formadas da seguinte forma:
Saint Andrew's: F. V. Carter; L. C. Penman, G. A. Waters; F. Francis, H. Barner, A. Buchanan; J. Caldwell, Charles Douglas Moffatt, A. Lamont, E. Morgan, J. Buchanan.
Old Caledonians: W. Gibson; M. Scott, J. Riggs; W. Angus, R. Phillips, R. Smith; H. White, J. Clark, R. Sutherland, E. L. Wilson, R. Corsner.